# 荘川村立中野小学校
荘川村立中野小学校 （しょうかわそんりつ なかのしょうがっこう）は、かつて岐阜県大野郡荘川村（現・高山市）に存在した公立小学校。

## 概要
- 旧・大野郡荘川村の北部の小学校であり、岩瀬・赤谷・中野・海上・尾上郷が校区であった。中野中学校を併設し、あわせて中野小中学校とも称した。
- 校区の全域が御母衣ダムのダム湖（御母衣湖）に沈むこととなり、1960年に荘川小学校に統合され廃校。跡地は御母衣湖の湖底となっている。

## 沿革
- 1874年（明治7年）7月 - 中野村に中野学校が開校。校区は岩瀬村、赤谷村、中野村、海上村、尾上郷村。当初は照蓮寺[注釈 4]を仮校舎としていた。
- 1886年（明治19年） - 中野簡易科小学校に改称する。
- 1889年（明治22年） - 中野尋常小学校に改称する。
- 1901年（明治34年） - 新渕尋常小学校、中野尋常小学校、黒谷尋常小学校が統合され、荘川尋常小学校となる。本校は旧・新渕尋常小学校に置かれ、旧・中野尋常小学校は荘川尋常小学校中野分教場となる。白川村尾神・秋町地区の一部の児童を委託する。
- 1904年（明治37年） - 荘川尋常高等小学校中野分教場となる。
- 1915年（大正4年） - 中野分教場が中野尋常小学校として独立。
- 1923年（大正12年） - 白川村尾神に未認可の分教場が開校し、白川村尾神・秋町地区の一部の児童が尾神の分教場に移る。
- 1924年（大正13年） - 中野尋常高等小学校に改称する。
- 1927年（昭和2年） - 白川村尾神の未認可の分教場が平瀬尋常高等小学校尾神分教場として認可される。同時に白川村尾神・秋町地区の委託を解消。
- 1941年（昭和16年）4月1日 - 荘川第三国民学校に改称する。尾上郷分教場を設置。
- 1947年（昭和22年）4月1日 - 荘川村立中野小学校に改称する。荘川村立中野中学校を併設する。
- 1950年（昭和25年） - 御母衣ダムの建設計画が決まる。
- 1954年（昭和29年） - 御母衣ダムの建設場所が決まり、荘川村のうち、岩瀬字下滝・赤谷字落部・赤谷字和田・中野・海上・尾上郷（一部）が水没対象地域となり、中野小学校校区のほぼ全域が水没することとなる。
- 1952年（昭和27年） - 尾上郷分校を廃止。
- 1960年（昭和35年）10月28日 - 廃校。